# Liechtensteins fodboldlandshold
Liechtensteins fodboldlandshold (tysk: Liechtensteinische Fussballnationalmannschaft) er det nationale fodboldhold i Liechtenstein, og landsholdet bliver administreret af Liechtensteiner Fußballverband. Holdet har aldrig deltaget i en slutrunde.